# Селил
Селил (фр. Cellule) насеље је и општина у централној Француској у региону Оверња, у департману Пиј де Дом која припада префектури Риом.
По подацима из 2011. године у општини је живело 1109 становника, а густина насељености је износила 126,89 становника/km². Општина се простире на површини од 8,74 km². Налази се на средњој надморској висини од 330 метара (максималној 364 m, а минималној 310 m).

## Демографија
| 1962. | 1968. | 1975. | 1982. | 1990. | 1999. | 2011. |
| ----- | ----- | ----- | ----- | ----- | ----- | ----- |
| 430   | 461   | 450   | 534   | 726   | 670   | 1.109 |

График промене броја становника у току последњих година